# 阿联酋驻华大使馆
阿拉伯联合酋长国驻中华人民共和国大使馆（阿拉伯语：‎），简称阿联酋驻华大使馆（阿拉伯语：‎），是阿拉伯联合酋长国派驻于中华人民共和国首都北京的外交代表機構，馆址位于北京市朝阳区亮马桥外交公寓LA10-04。